# Bedő
Bedő là một thị trấn thuộc hạt Hajdú-Bihar, Hungary. Thị trấn này có diện tích 10,2 km², dân số năm 2010 là 257 người, mật độ 25 người/km².